# Pamplona
Pamplona (špansko: [pamˈplona]; francosko Pampelune) ali Iruña (baskovščina: [iɾuɲa], črkovanjem: Iruñea, IPA: [iɾuɲea]) je zgodovinsko glavno mesto Navarre, v Španiji, in nekdanje kraljevine Navarre.
Mesto je svetovno znano po teku z biki med festivalom San Fermín, ki poteka vsako leto od 6. do 14. julija.

## Geografija
Pamplona se nahaja v sredini Navarre v dolini, z imenom Basin of Pamplona, ki povezuje gorat Sever z dolino Ebro. Leži 92 km iz mesta San Sebastián, 117 km iz Bilbaa, 735 km iz Pariza in 407 km iz Madrida. S svojo centralno lego na križišču dveh glavnih geografskih regij Navarre je služila kot trgovska povezava med dvema zelo različnima deloma Navarre.

## Podnebje
Podnebje v Pamploni je običajno uvrščeno med oceanske z vplivi polkontinentalnega sredozemskega podnebja. 
| Podnebni podatki za Pamplona     | Podnebni podatki za Pamplona | Podnebni podatki za Pamplona | Podnebni podatki za Pamplona | Podnebni podatki za Pamplona | Podnebni podatki za Pamplona | Podnebni podatki za Pamplona | Podnebni podatki za Pamplona | Podnebni podatki za Pamplona | Podnebni podatki za Pamplona | Podnebni podatki za Pamplona | Podnebni podatki za Pamplona | Podnebni podatki za Pamplona | Podnebni podatki za Pamplona |
| Mesec                            | Jan                          | Feb                          | Mar                          | Apr                          | Maj                          | Jun                          | Jul                          | Avg                          | Sep                          | Okt                          | Nov                          | Dec                          | Letno                        |
| -------------------------------- | ---------------------------- | ---------------------------- | ---------------------------- | ---------------------------- | ---------------------------- | ---------------------------- | ---------------------------- | ---------------------------- | ---------------------------- | ---------------------------- | ---------------------------- | ---------------------------- | ---------------------------- |
| Rekordno visoka temperatura °C   | 19.5                         | 23.6                         | 30                           | 29.6                         | 33.5                         | 38.5                         | 40.2                         | 40.6                         | 38.8                         | 30                           | 27                           | 20                           | 40.6                         |
| Povprečna visoka temperatura °C  | 9.1                          | 10.9                         | 14.6                         | 16.4                         | 20.2                         | 25.2                         | 28.2                         | 28.3                         | 24.5                         | 19.3                         | 13.1                         | 9.7                          | 18.3                         |
| Povprečna dnevna temperatura °C  | 5.2                          | 6.3                          | 9.1                          | 10.9                         | 14.7                         | 18.6                         | 21.2                         | 21.4                         | 18.2                         | 14.1                         | 9.0                          | 6.0                          | 12.9                         |
| Povprečna nizka temperatura °C   | 1.4                          | 1.6                          | 3.7                          | 5.3                          | 8.6                          | 11.9                         | 14.2                         | 14.5                         | 12.0                         | 8.9                          | 4.8                          | 2.2                          | 7.4                          |
| Rekordno nizka temperatura °C    | −12.4                        | −15.2                        | −9                           | −2.2                         | −0.2                         | 3.8                          | 7                            | 4.8                          | 3.4                          | −1                           | −6.6                         | −14.2                        | −15.2                        |
| Povprečna količina padavin mm    | 57                           | 50                           | 54                           | 74                           | 60                           | 46                           | 33                           | 38                           | 44                           | 68                           | 75                           | 72                           | 671                          |
| Povprečna relativna vlažnost (%) | 78                           | 72                           | 66                           | 65                           | 63                           | 59                           | 57                           | 58                           | 62                           | 69                           | 76                           | 78                           | 67                           |
| Povp. št. sončnih ur             | 93                           | 125                          | 177                          | 185                          | 228                          | 268                          | 310                          | 282                          | 219                          | 164                          | 108                          | 88                           | 2.247                        |
| Vir 1:                           |                              |                              |                              |                              |                              |                              |                              |                              |                              |                              |                              |                              |                              |
| Vir 2:                           |                              |                              |                              |                              |                              |                              |                              |                              |                              |                              |                              |                              |                              |

## Gospodarstvo
Pamplona je glavno komercialno in storitveno središče Navarre. Njeno območje vpliva pa ne sega preko province, razen Univerze v Navarri, ki kot zasebna izobraževalna ustanova študijske smeri za tako španske kot tuje študente.
Leta 2024 bo to mesto gostilo evropsko prvenstvo v hitrostnem sestavljanju rubikove kocke.

## Izobraževanje in kultura
V mestu delujeta dve univerzi: zgoraj omenjena Univerza v Navarri (UNAV), ustanovljena leta 1952, ki je znana kot najboljša zasebna univerza v Španiji, in Javna Univerza v Navarri (UPNA), ustanovljena leta 1987. Obstaja tudi lokalna podružnica UNED (Universidad Nacional de de educación a Distancia).

## Šport
CA Osasuna je pamplonska nogometna ekipa.
Pamplonin bull ring je bil obnovljen leta 1923. Ima 19,529 sedežev in je tretji največji na svetu, za arenami v Mehiki in Madridu.
Ostali športi z izvrstnimi klubi v Pamploni so rokomet (Portland San Antonio, zmagovalec evropskega prvenstva 2001), futsal (MRA Xota) in vaterpolo (Larraina).

## Mednarodni odnosi

### Pobratena mesta
- Jamaguči, Japonska, od leta 1980
- Bayonne, Francija, od leta 1960[6]
- Paderborn, Nemčija, od leta 1992
- Pamplona, Kolumbija, od leta 200

## Vir
- Collins, Roger (1990). The Basques. Cambridge, Mass.: Basil Blackwell. ISBN 0-631-17565-2.